# دومبوتو
دومبوتو (انگلیسی: Dumbutu) روستایی در گامبیا است و در دره لاور واقع شده‌است.